# 愛媛県道・高知県道383号四国カルスト公園縦断線
愛媛県道・高知県道383号四国カルスト公園縦断線（えひめけんどう・こうちけんどう383ごう しこくカルストこうえんじゅうだんせん）は、高知県高岡郡津野町から愛媛県西予市に至る一般県道である。

## 概要
高知県高岡郡津野町芳生野乙から愛媛県西予市野村町大野が原に至る。
四国カルストのある愛媛県と高知県との県境の四国山地の標高1000 - 1400 m以上の尾根伝いに東西に延びる延長約15 kmの観光道路。東の天狗高原から西へ向かって五段高原、姫鶴平（めづるだいら）、地芳峠、大野ヶ原と長さ約25 kmの高地に広がるカルストの尾根を走る。東端は高知県道48号四国カルスト公園線と接続し、西端は愛媛県道36号野村柳谷線と接続する。道路は全面舗装されているが、ほとんどの区間が1車線の狭隘道路が続き、すれ違いが困難な箇所もある。冬季閉鎖は12月下旬から翌年3月下旬にかけて行われる。

### 路線データ
- 起点：高知県高岡郡津野町芳生野乙（高知県道48号四国カルスト公園線起点）
- 終点：愛媛県西予市野村町大野が原（愛媛県道36号野村柳谷線交点）

## 路線状況

### 道路施設

#### トンネル
- 高知県
  - 天狗トンネル：延長140 m、1980年（昭和55年）竣工、高岡郡津野町 - 愛媛県上浮穴郡久万高原町

## 地理
道路は日本三大カルストのひとつ、四国カルストの中心尾根沿いに延び、全線にわたり四国の山並みを望むパノラマの絶景が広がる。四国カルストとは、愛媛県と高知県の県境に東西約25 km、南北約3 kmの範囲にわたって広がるカルスト台地のことである。道路東端の天狗高原では標高1,400 mを越えるこのため、北に四国最高峰の石鎚山をはじめとする四国山地の山々、南に太平洋を遠望することも出来る。
沿道の草原原野に無数の石灰岩が立ち並ぶ独特の風景が広がっており、春から秋にかけては辺り一面の草原、秋はススキに変わり、冬季閉鎖される冬場を除いて、さまざまな景色の変化を見ることができる。牧草地があるところでは4月下旬から10月上旬ごろまで牛の放牧も行われている。標高は地芳峠付近が最も低く、ここでは地芳道路が開通する以前の国道440号旧道が、高知県と愛媛県の峠越えの道路として本路線と交差する。

### 通過する自治体
- 高知県
  - 高岡郡津野町
- 愛媛県
  - 上浮穴郡久万高原町
- 高知県
  - 高岡郡津野町 - 高岡郡檮原町
- 愛媛県
  - 上浮穴郡久万高原町
- 高知県
  - 高岡郡檮原町
- 愛媛県
  - 上浮穴郡久万高原町
- 高知県
  - 高岡郡檮原町
- 愛媛県
  - 上浮穴郡久万高原町 - 西予市

### 交差する道路
| 交差する道路                   | 都道府県道 | 市町村名 | 市町村名   | 交差する場所   | 交差する場所 |
| ------------------------------ | ---------- | -------- | ---------- | -------------- | ------------ |
| 高知県道48号四国カルスト公園線 | 高知県     | 高岡郡   | 津野町     | 芳生野乙       | 起点         |
| 国道440号                      | 愛媛県     | 上浮穴郡 | 久万高原町 | 西谷           | [ 注釈 1 ]   |
| 愛媛県道36号野村柳谷線         | 愛媛県     | 西予市   | 西予市     | 野村町大野が原 | 終点         |

### 沿線
- 四国カルスト
- 西予市立大野が原小学校

## ギャラリー

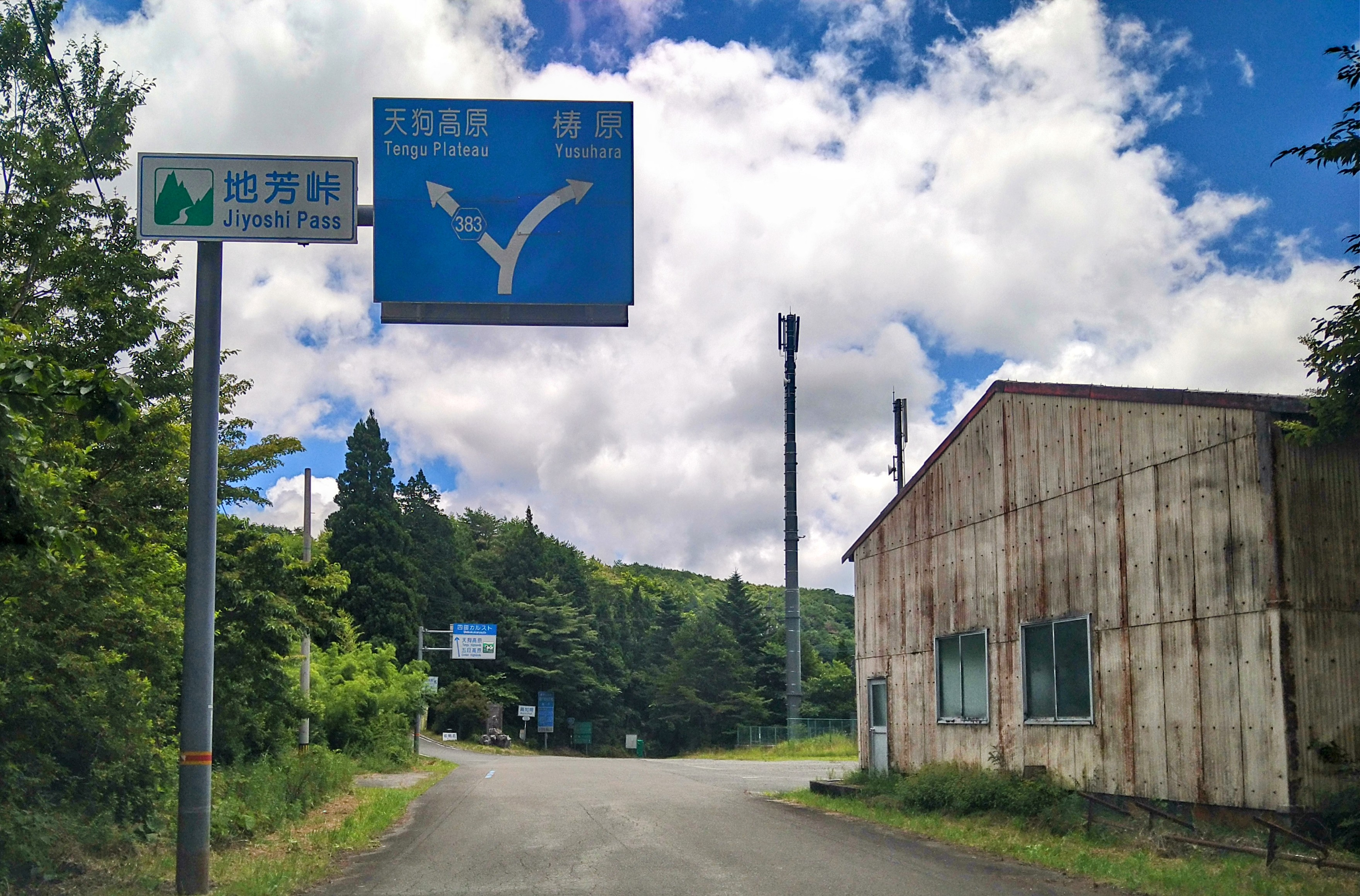
地芳峠付近
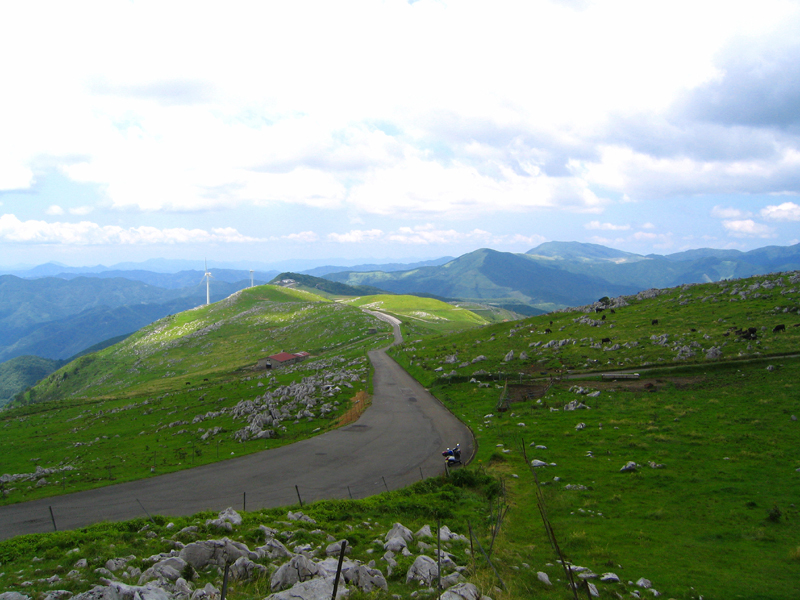
姫鶴平付近
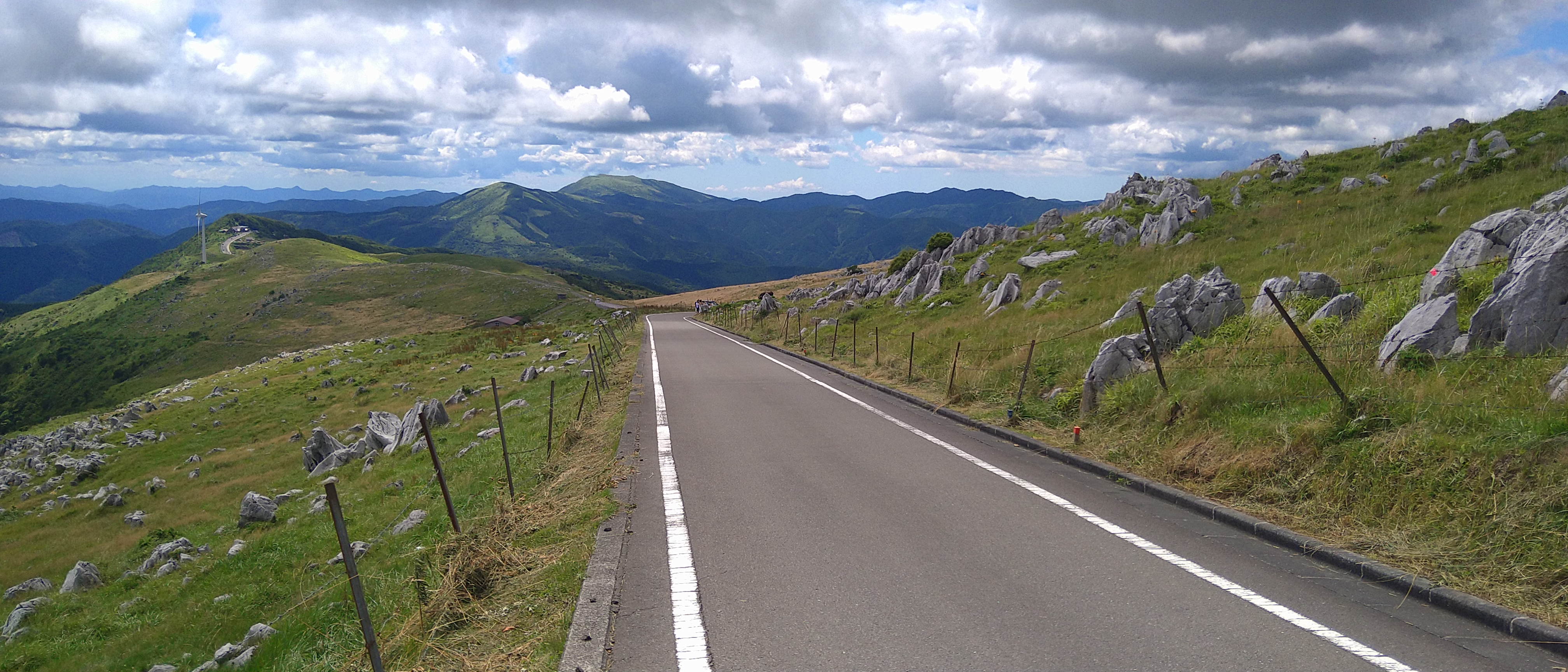
五段高原付近
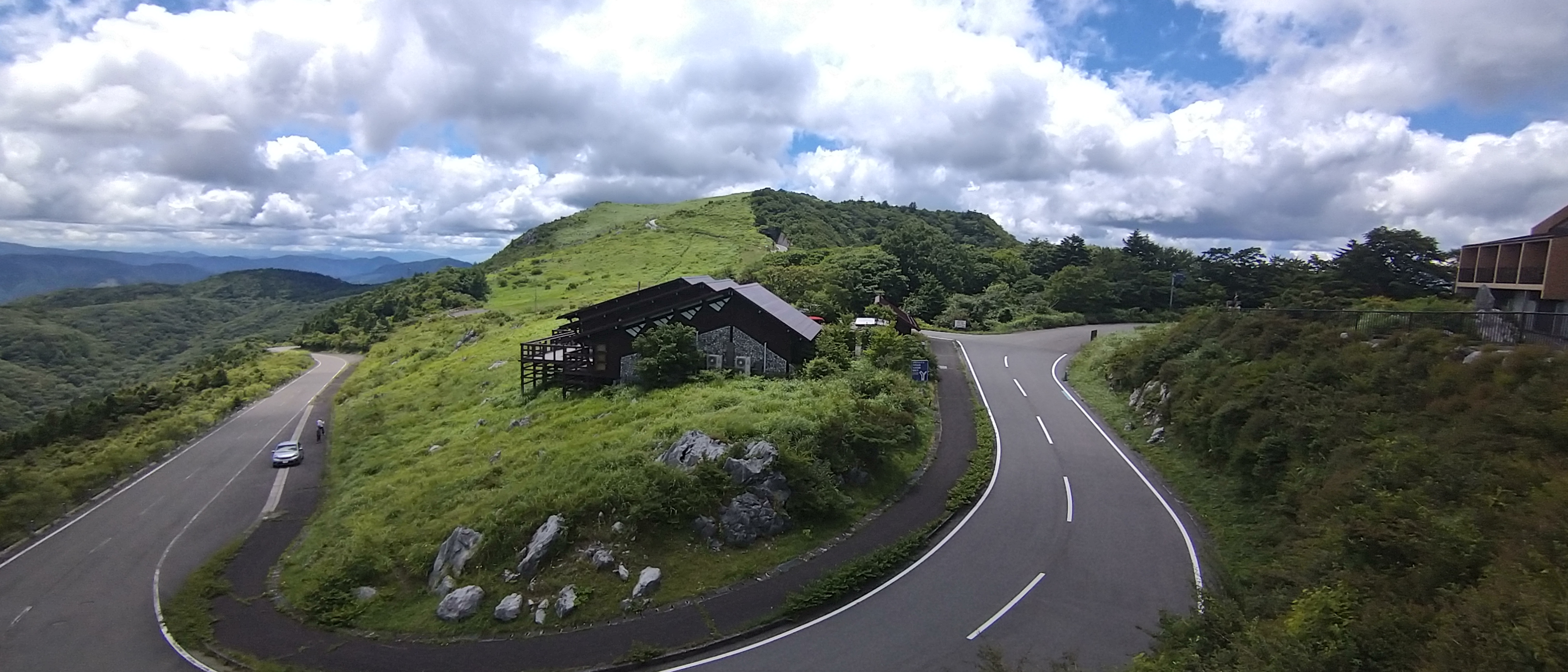
天狗高原の高知県道48号分岐付近